# Corpus (Bernini)
Corpus es una escultura a tamaño natural representando a Cristo crucificado, realizada por Gian Lorenzo Bernini. Fundida en 1650, Bernini la conservó en su colección privada durante 25 años.
El Corpus está considerado uno de las "obras maestras perdidas durante tiempo" del artista. Se considera que el artista podría haber fundido tres versiones del Corpus. Una fue destruida durante la Revolución francesa, otra pertenecía a la colección de la familia real española, y una tercera versión está confirmado que se encontraba en Perugia, antes de desaparecer en el 1790. El Corpus donado a la Art Gallery of Ontario en Toronto ha estado por mucho tiempo considerada la obra de un desconocido artista francés. En 2004, después de nuevos estudios detallados sobre el bronce, Corpus ha sido atribuido a Bernini, el cual lo fundió para formar parte de su colección personal.
Considerado perdido durante más de un siglo, Corpus apareció en Venecia en 1908. A continuación fue adquirida por unos compradores privados estadounidenses, pero se creía erróneamente que pertenecía a la escuela de Giambologna. En una subasta en 1975, no fue adquirida al irrisorio precio de $200. Desde el 2002 se ha supuesto que la obra podía ser de Bernini y la atribución fue confirmada completamente apenas en el año 2005.
En enero de 2007, el emprendedor inmobiliario Murray Frum inició un negociación y adquirió la escultura a un marchante de arte en Estados Unidos; después, decidió donarla a la Art Gallery of Ontario. Actualmente, Corpus tiene un valor estimado en $50 millones.